# Municipio de Whitley (Illinois)
El municipio de Whitley (en inglés: Whitley Township) es un municipio ubicado en el condado de Moultrie en el estado estadounidense de Illinois. En el año 2010 tenía una población de 660 habitantes y una densidad poblacional de 6,94 personas por km².

## Geografía
El municipio de Whitley se encuentra ubicado en las coordenadas 39°29′11″N 88°32′14″O / 39.48639, -88.53722. Según la Oficina del Censo de los Estados Unidos, el municipio tiene una superficie total de 95.11 km², de la cual 95,1 km² corresponden a tierra firme y (0,01 %) 0,01 km² es agua.

## Demografía
Según el censo de 2010, había 660 personas residiendo en el municipio de Whitley. La densidad de población era de 6,94 hab./km². De los 660 habitantes, el municipio de Whitley estaba compuesto por el 98,18 % blancos, el 0,3 % eran afroamericanos, el 0,61 % eran amerindios, el 0,15 % eran asiáticos y el 0,76 % eran de una mezcla de razas. Del total de la población el 0 % eran hispanos o latinos de cualquier raza.